# Thomas Willing

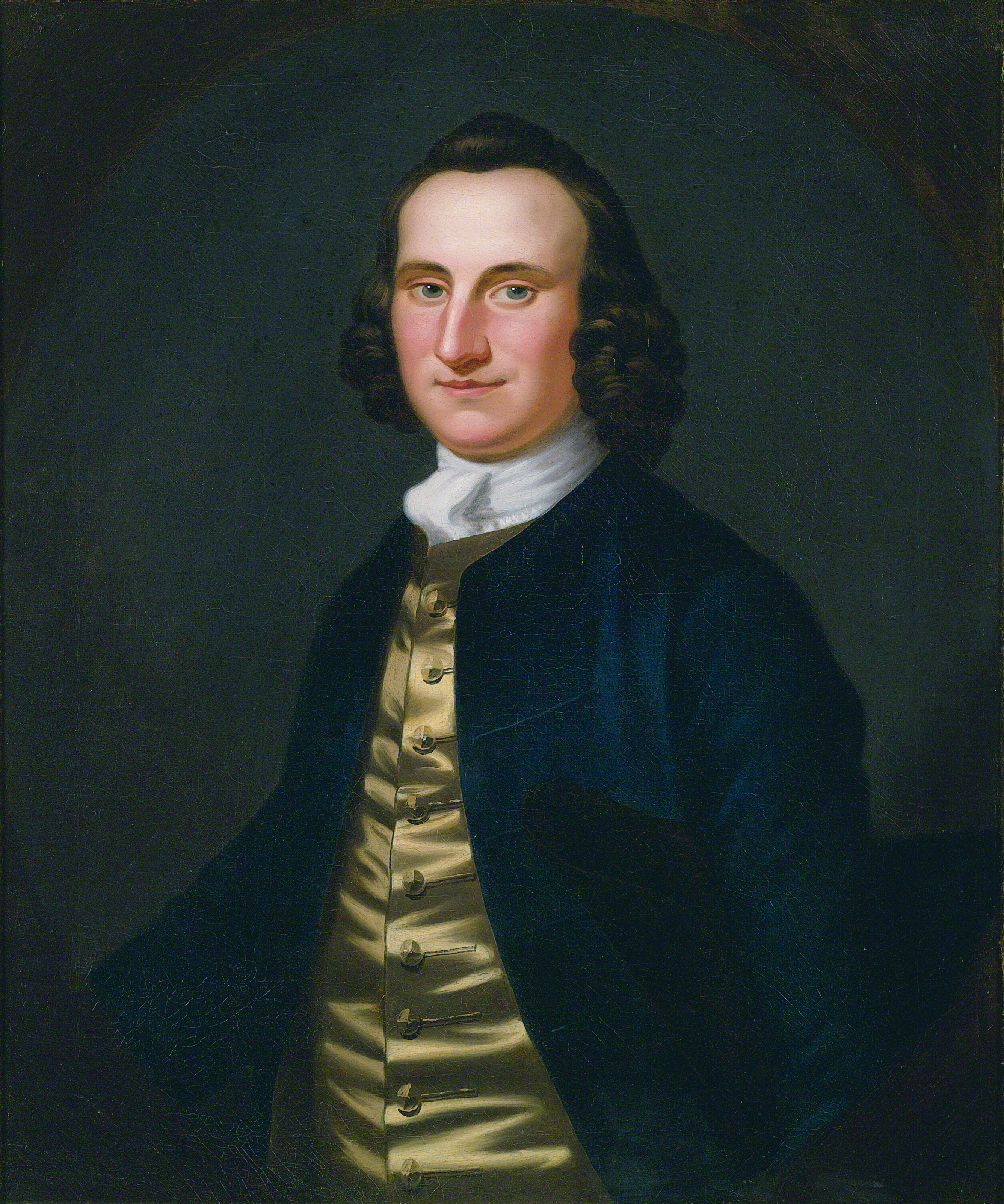
Thomas Willing

Thomas Willing (Filadelfia, 19 de diciembre de 1731 – Filadelfia, 19 de enero de 1821) fue un político y banquero estadounidense.

## Biografía
Thomas era hijo de Charles Willing, elegido alcalde de Filadelfia dos veces, y de Anne Shippen, sobrina de Edward Shippen, que fue el segundo alcalde de Filadelfia. 
Thomas completó sus estudios en Bath y estudió derecho en Londres, en Inner Temple. Más tarde regresó a Filadelfia y se dedicó al comercio, entre otras actividades a la trata de esclavos con  Robert Morris
También comenzó una carrera política en lo que entonces era la Pensilvania colonial. En la década de 1750, se convirtió en miembro del Ayuntamiento de Filadelfia. En 1759 se convirtió en juez de la ciudad y en 1761 juez de apelación. En 1763 sucedió a Henry Harrison como alcalde de su ciudad natal. De 1767 a 1777 fue uno de los jueces de la Corte Suprema de Pensilvania. 
En los años 1770, inicialmente se unió vacilante a la Revolución de las Trece Colonias. En 1774 fue miembro de los Comités de correspondencia y en 1775 de los Comités de seguridad. En 1775 y 1776, representó a Pennsylvania en el Congreso Continental, donde votó en contra de la Declaración de Independencia de los Estados Unidos. Pero más tarde apoyó la causa estadounidense y donó 5000 £ a su favor. Entre 1781 y 1791, Willing fue presidente del Banco de América del Norte; de 1791 a 1807 dirigió el primer banco de los Estados Unidos. En noviembre de 1807 tuvo que renunciar a este cargo por razones de salud aunque estuvo en el comercio por algún tiempo. 
En 1763, Willing se casó con Anne McCall (1745-1781), hija de Samuel McCall y tuvieron trece hijos, entre ellos: Ann Willing (1764–1801), Thomas Mayne Willing (1767–1822), Elizabeth Willing (1768–1858),Mary Willing (1770–1852), Dorothy Willing (1772–1842), George Willing (1774–1827), Richard Willing (1775–1858), Abigail Willing (1777–1841).